# Stefan Lainer
Stefan Lainer (* 27. srpna 1992 Seekirchen am Wallersee) je rakouský profesionální fotbalista, který hraje na pozici pravého obránce za německý klub Borussia Mönchengladbach a za rakouský národní tým.

## Reprezentační kariéra
Lainer debutoval v rakouské reprezentaci dne 28. března 2017 v přátelském utkání proti Finsku, když o poločase vystřídal Markuse Suttnera. Zápas skončil remízou 1:1.
Poté Lainer odehrál dva zápasy v rámci kvalifikace na mistrovství světa 2018 proti Irsku a Walesu. Dne 16. listopadu 2019 vstřelil svůj první reprezentační gól při výhře 2:1 nad Severní Makedonií v zápase kvalifikace na Euro 2020.
V květnu 2021 byl povolán na závěrečný turnaj EURO 2020; v úvodním zápase základní skupiny proti Severní Makedonii otevřel skóre zápasu, který skončil vítězstvím Rakouska 3:1.

## Statistiky

### Klubové
K 22. květnu 2021
| Klub                     | Sezóna  | Liga       | Liga   | Liga | Národní pohár | Národní pohár | Evropské poháry | Evropské poháry | Celkem | Celkem |
| Klub                     | Sezóna  | Liga       | Zápasy | Góly | Zápasy        | Góly          | Zápasy          | Góly            | Zápasy | Góly   |
| ------------------------ | ------- | ---------- | ------ | ---- | ------------- | ------------- | --------------- | --------------- | ------ | ------ |
| SV Grödig (host.)        | 2011/12 | Erste Liga | 23     | 3    | 3             | 0             | —               | —               | 26     | 3      |
| FC Liefering             | 2012/13 | Erste Liga | 28     | 2    | 0             | 0             | —               | —               | 28     | 2      |
| FC Liefering             | 2013/14 | Erste Liga | 34     | 1    | 0             | 0             | —               | —               | 34     | 1      |
| FC Liefering             | Celkem  | Celkem     | 62     | 3    | 0             | 0             | —               | —               | 62     | 3      |
| SV Ried                  | 2014/15 | Bundesliga | 34     | 1    | 2             | 0             | —               | —               | 36     | 1      |
| Red Bull Salzburg        | 2015/16 | Bundesliga | 21     | 1    | 4             | 1             | 3               | 0               | 28     | 2      |
| Red Bull Salzburg        | 2016/17 | Bundesliga | 31     | 6    | 5             | 2             | 9               | 0               | 45     | 8      |
| Red Bull Salzburg        | 2017/18 | Bundesliga | 33     | 1    | 4             | 0             | 18              | 1               | 55     | 2      |
| Red Bull Salzburg        | 2018/19 | Bundesliga | 25     | 1    | 4             | 0             | 14              | 0               | 43     | 1      |
| Red Bull Salzburg        | Celkem  | Celkem     | 110    | 9    | 17            | 3             | 44              | 1               | 171    | 13     |
| Borussia Mönchengladbach | 2019/20 | Bundesliga | 31     | 1    | 2             | 0             | 6               | 0               | 39     | 1      |
| Borussia Mönchengladbach | 2020/21 | Bundesliga | 33     | 2    | 4             | 0             | 8               | 0               | 45     | 2      |
| Borussia Mönchengladbach | Celkem  | Celkem     | 64     | 3    | 6             | 0             | 14              | 0               | 84     | 3      |
| Celkem                   | Celkem  | Celkem     | 293    | 19   | 28            | 3             | 58              | 1               | 379    | 23     |

### Reprezentační
K 12. červnu 2021
| Rakousko | Rakousko | Rakousko |
| Rok      | Zápasy   | Góly     |
| -------- | -------- | -------- |
| 2017     | 3        | 0        |
| 2018     | 9        | 0        |
| 2019     | 6        | 1        |
| 2020     | 7        | 0        |
| 2021     | 5        | 1        |
| Celkem   | 30       | 2        |

K zápasu odehranému 12. června 2021. Skóre a výsledky Rakouska jsou vždy zapisovány jako první
| Gól | Datum              | Místo                                 | Soupeř            | Skóre | Výsledek | Soutěž                                 |
| --- | ------------------ | ------------------------------------- | ----------------- | ----- | -------- | -------------------------------------- |
| 1.  | 16. listopadu 2019 | Ernst-Happel-Stadion, Vídeň, Rakousko | Severní Makedonie | 2:0   | 2:1      | Kvalifikace na Mistrovství Evropy 2020 |
| 2.  | 13. června 2021    | National Arena, Bukurešť, Rumunsko    | Severní Makedonie | 1:0   | 3:1      | Mistrovství Evropy 2020                |

## Ocenění

### Klubové

#### Red Bull Salzburg
- Rakouská fotbalová Bundesliga: 2015/16, 2016/17, 2017/18, 2018/19
- ÖFB-Cup: 2015/16, 2016/17, 2018/19

### Individuální
- Sestava sezóny Evropské ligy UEFA – 2017/18[6]